# Militärlogistik

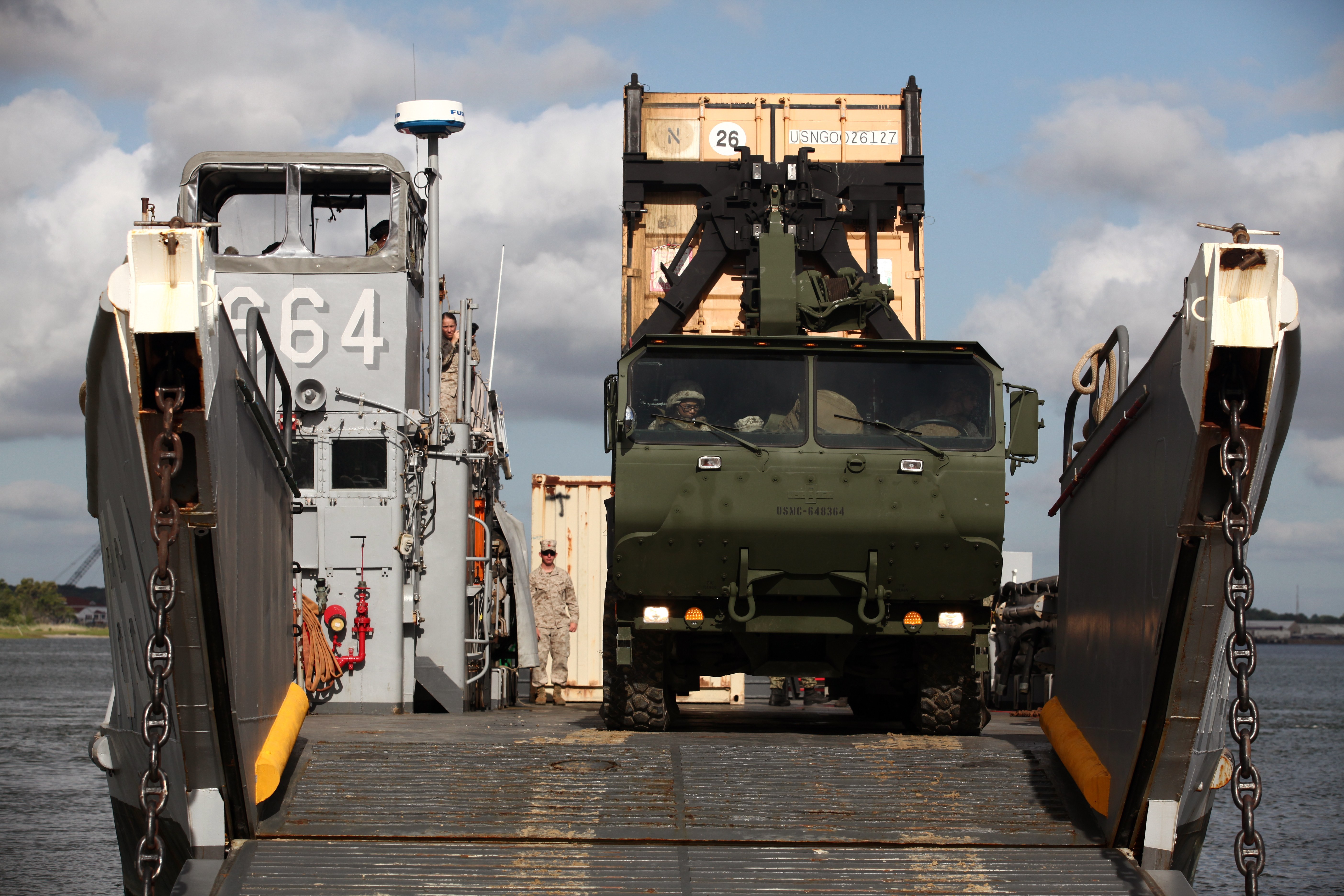
U.S. Marines des Combat Logistics Battalion 8 entladen ISO-Container von einem LCU (2012)

Militärlogistik bezeichnet die Ausprägung der Logistik, die von und für Organisationen des Militärs genutzt und betrieben wird.

## Geschichte

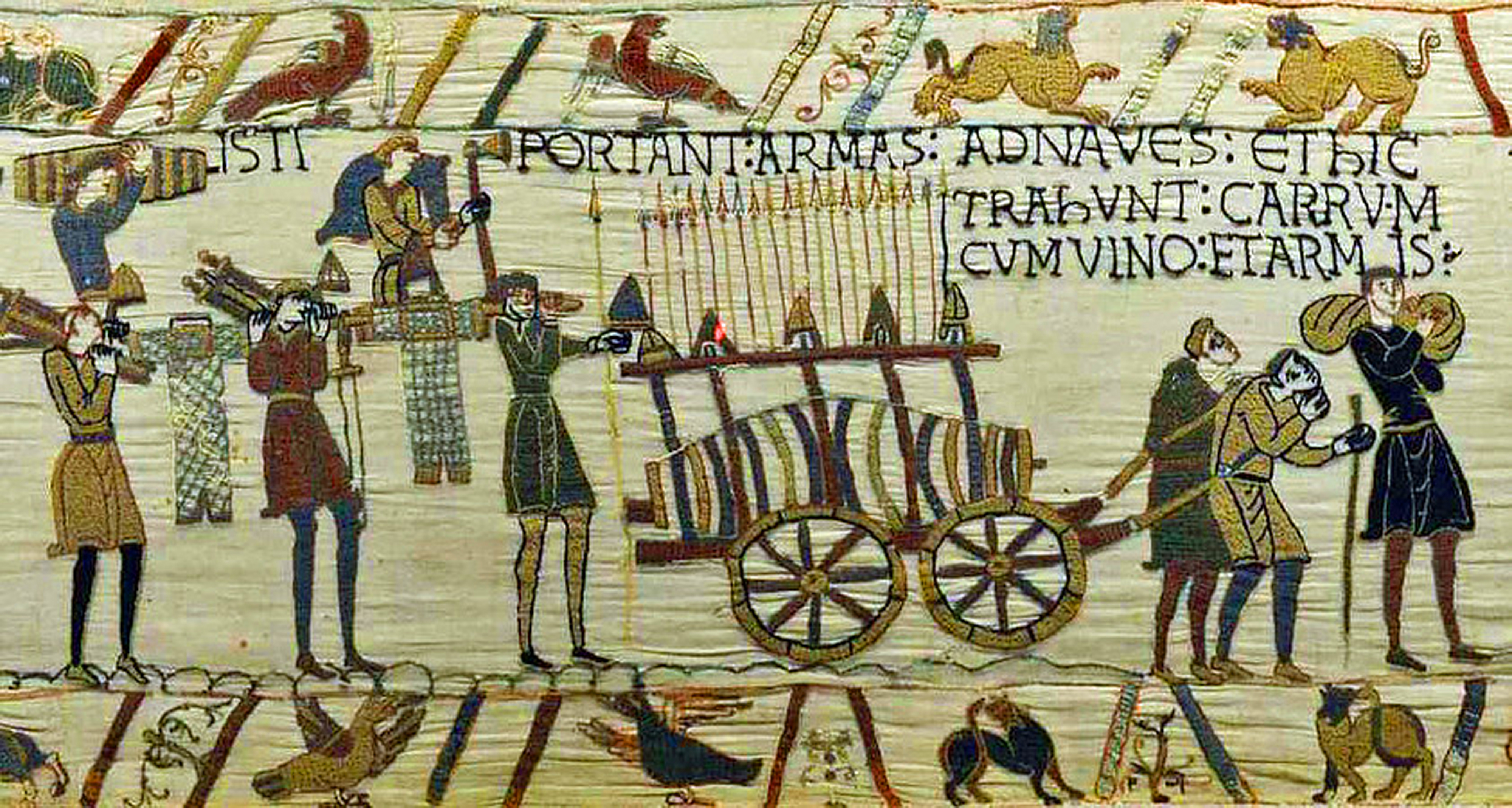
Militärlogistik im frühen Mittelalter, dargestellt zum Nachschub auf dem Teppich von Bayeux

Heeres- und Militärlogistik waren schon bei den frühesten militärischen Organisationen ein notwendiger Bestandteil für deren Einrichtung, Betrieb und deren militärische Operationen. Während die neuere Forschung zum Alten Ägypten Fortschritte zur Erforschung der Logistik des Alten Reiches macht, ist zu deren Administration, Logistik und sanitätsdienstlicher Versorgung und auch zur Militärlogistik des Neuen Reiches relativ wenig bekannt. Dies gilt auch für die Militärlogistik späterer Streitkräfte, zu denen es außer zum Römischen Reich und deren Praefectus castrorum kaum schriftliche Überlieferungen gibt. Besser bekannt ist die spätere Entwicklung des Quartiermeisterwesens, welches als Vorläufer der modernen Militärlogistik gilt.

## Aufgabenbereiche

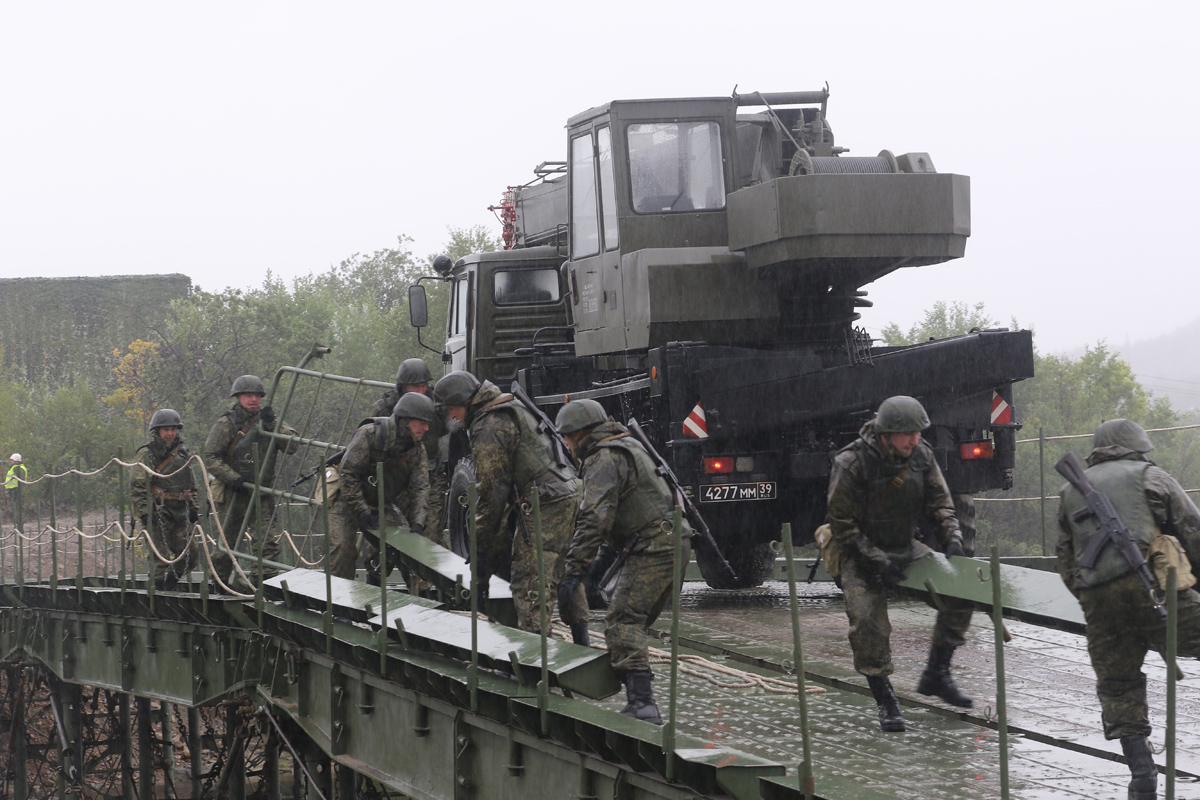
Aufbau einer Brücke während einer Militärübung durch russische Soldaten (2018)

Militärlogistik umfasst alle klassischen Bereiche der Logistik. Besondere Anforderungen ergeben sich beim Militär bei der laufenden Versorgung für komplexe technische Systeme sowie mit Vorplanungen für die in Einsatzzeiten erweiterten Versorgungsanforderungen für die Streitkräfte. Zu den Hauptaufgaben der Militärlogistik gehören:
1. Nachschub: Sicherstellung der kontinuierlichen Bereitstellung von Waffen, Munition, Treibstoff, Verpflegung, Ersatzteilen und medizinischen Gütern.
2. Transport und Mobilität: Planung und Durchführung von Material- und Truppenbewegungen per Land, Luft und See.
3. Instandsetzung und Wartung: Reparatur und Instandhaltung von Fahrzeugen, Waffen und technischer Ausrüstung.
4. Lagerhaltung und Materialwirtschaft: Organisation und Verwaltung von Depots, um Engpässe oder Überbestände zu vermeiden.
5. Sanitäts- und Rettungslogistik: Militärische Sanitätsdienst, Evakuierung verletzter Soldaten und Lagerung von Arzneimittel.
6. Infrastruktur und Feldlagerbau: Aufbau und Wartung von Unterkünften, Brücken, Straßen und Versorgungsnetzen in Einsatzgebieten.
7. Energieversorgung, Wasseraufbereitung und Abfallentsorgung.

## Organisationen
Militärlogistik ist bei allen militärischen Organisationen als ein besonderer Aufgabenbereich bekannt. Die Gesamtheit aller für die Logistik zuständigen Kräfte bilden die Logistiktruppe. 
In der Bundeswehr ist die Militärlogistik in der Streitkräftebasis in den Heereslogistiktruppen organisiert. Das Kommando Streitkräftebasis (KdoSKB) koordiniert logistische Abläufe über alle Teilstreitkräfte hinweg. Zentrale Einheiten sind die Logistikschule der Bundeswehr sowie das Logistikkommando der Bundeswehr, das für Versorgung, Instandsetzung und Transport verantwortlich ist. Mobile Logistiktruppen sichern die Nachschubversorgung im Einsatz.
Das Bundesheer (Österreich) betreibt seine Militärlogistik über das Kommando Logistik. Es steuert die Versorgung mit Material, Munition, Treibstoff und Verpflegung. Dazu gehören auch spezialisierte Logistikbataillone, die sowohl im Inland als auch in Auslandseinsätzen tätig sind. Die Heereslogistikzentren übernehmen zentrale Lager- und Instandhaltungsaufgaben.
In der United States Army besteht das United States Army Quartermaster Corps (USQMC) und das US-Ordnance Corps.

## Moderne Konzepte und Technologien
Mit dem Einzug der digitalen Transformation in die Streitkräfte entwickelt sich die Militärlogistik weiter in Richtung Militärlogistik 4.0. Dabei werden Konzepte aus der Logistik 4.0 und Industrie 4.0 auf militärische Lieferketten und Versorgungsprozesse angewendet, um Effizienz, Reaktionsfähigkeit und Autonomie zu steigern.

### Digitale Vernetzung und Automatisierung
Ein zentraler Bestandteil der modernen Militärlogistik ist die digitale Vernetzung aller logistischen Einheiten durch IoT (Internet der Dinge), Big-Data-Analyse und künstliche Intelligenz (KI). Diese Technologien ermöglichen eine präzisere Bestandskontrolle, optimierte Transportwege und eine verbesserte vorausschauende Wartung von Material und Fahrzeugen. Beispiele hierfür sind: Echtzeit-Tracking von Versorgungsgütern mittels GPS und RFID-Tags, KI-gestützte Bedarfsprognosen für Munition, Treibstoff und Ersatzteile, Automatisierte Lagerhaltung durch Robotik und Drohneneinsatz.

### Autonome Systeme und Robotik
Die Integration von autonomen Fahrzeugen und Drohnen revolutioniert den Nachschub in gefährlichen oder schwer zugänglichen Einsatzgebieten. Unbemannte Luft- und Landfahrzeuge können eigenständig Versorgungslieferungen durchführen oder Truppen unterstützen, ohne menschliches Risiko einzugehen. Beispiele hierfür sind: Unbemannte Versorgungsdrohnen für den schnellen Transport von medizinischem Material, Autonome Transportfahrzeuge für den Nachschub in Kampfzonen, Robotergestützte Wartungssysteme für militärische Ausrüstung.

### Cybersicherheit und Resilienz
Mit der Abhängigkeit von digitalen Systemen gewinnt die Informationssicherheit in der Militärlogistik an Bedeutung. Logistische Netzwerke und Steuerungssysteme sind potenzielle Angriffsziele für feindliche Cyberoperationen. Schutzmaßnahmen in der digitalen Militärlogistik sind z. B. redundante Kommunikationsnetzwerke und verschlüsselte Datenübertragungen.